# Cetatea morților
Cetatea morților este o povestire științifico-fantastică  a scriitorului român Vladimir Colin. A apărut în 1966 în colecția de povestiri Viitorul al doilea de la Editura Tineretului și republicată în 1975 în colecția de povestiri Dinții lui Cronos de la Editura Albatros (Fantastic Club). Colin a fost influențat la scrierea povestirilor „Broasca”, „Cetatea morților” și „Lnaga” de Abraham Merritt și H.P. Lovecraft.

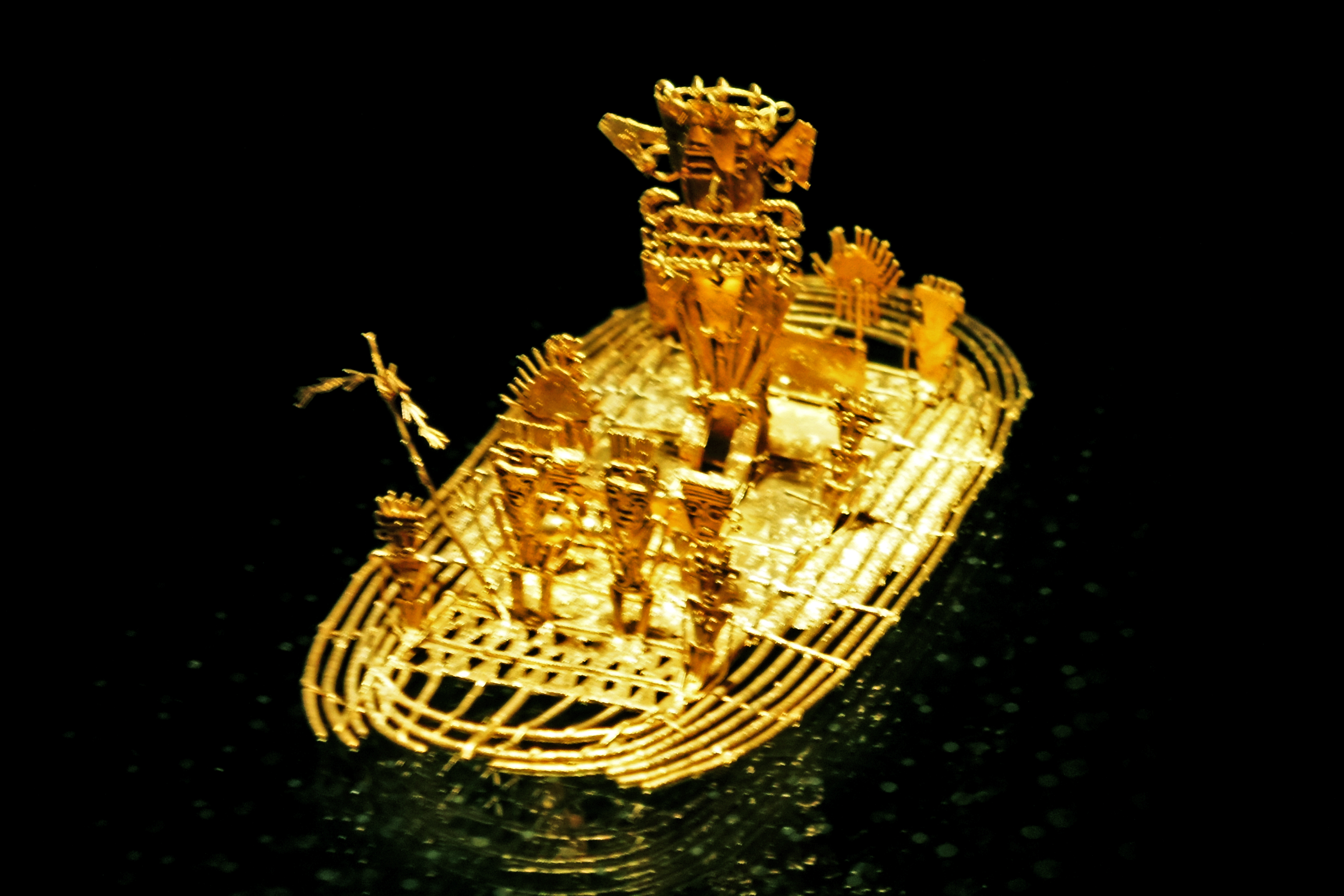
Plută din aur (civilizația incașă Muisca)

## Prezentare
Mack Alen a scăpat în mod miraculos de la a fi spânzurat în Lima, după ce a intrat în păduri inaccesibile. Și aici a fost din nou norocos, a fost prins de indieni. Ochii lui albaștri și părul său roșu i-au convins că este un descendent al fondatorului dinastiei incașe. Profitând de aceste circumstanțe, aventurierul a încercat să se strecoare în orașul morților pentru a fura aurul ascuns.